# Krynica-Zdrój

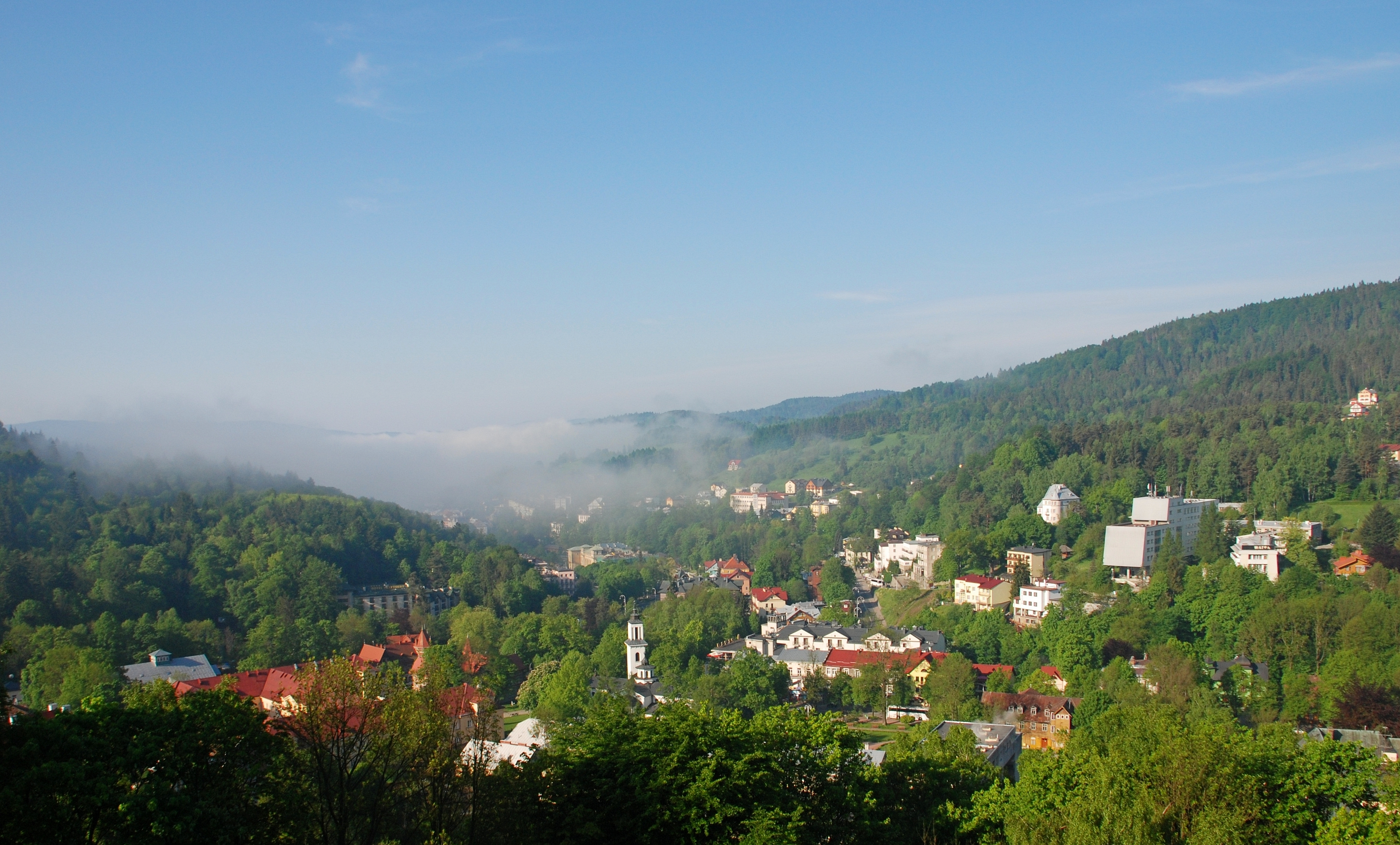
Panorama

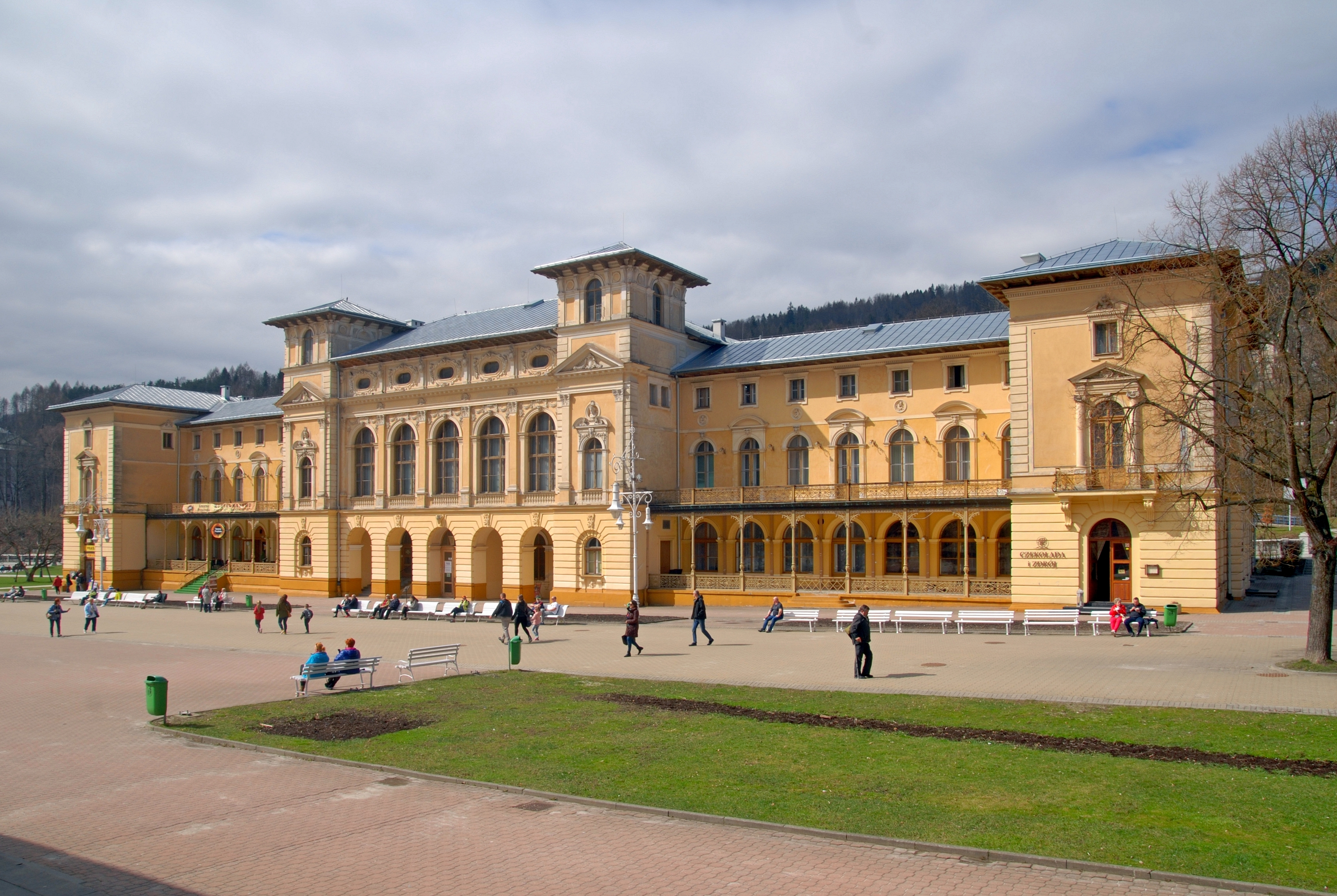
Altes Kurhaus (Stary Dom Zdrojowy) im Neorenaissancestil von 1889

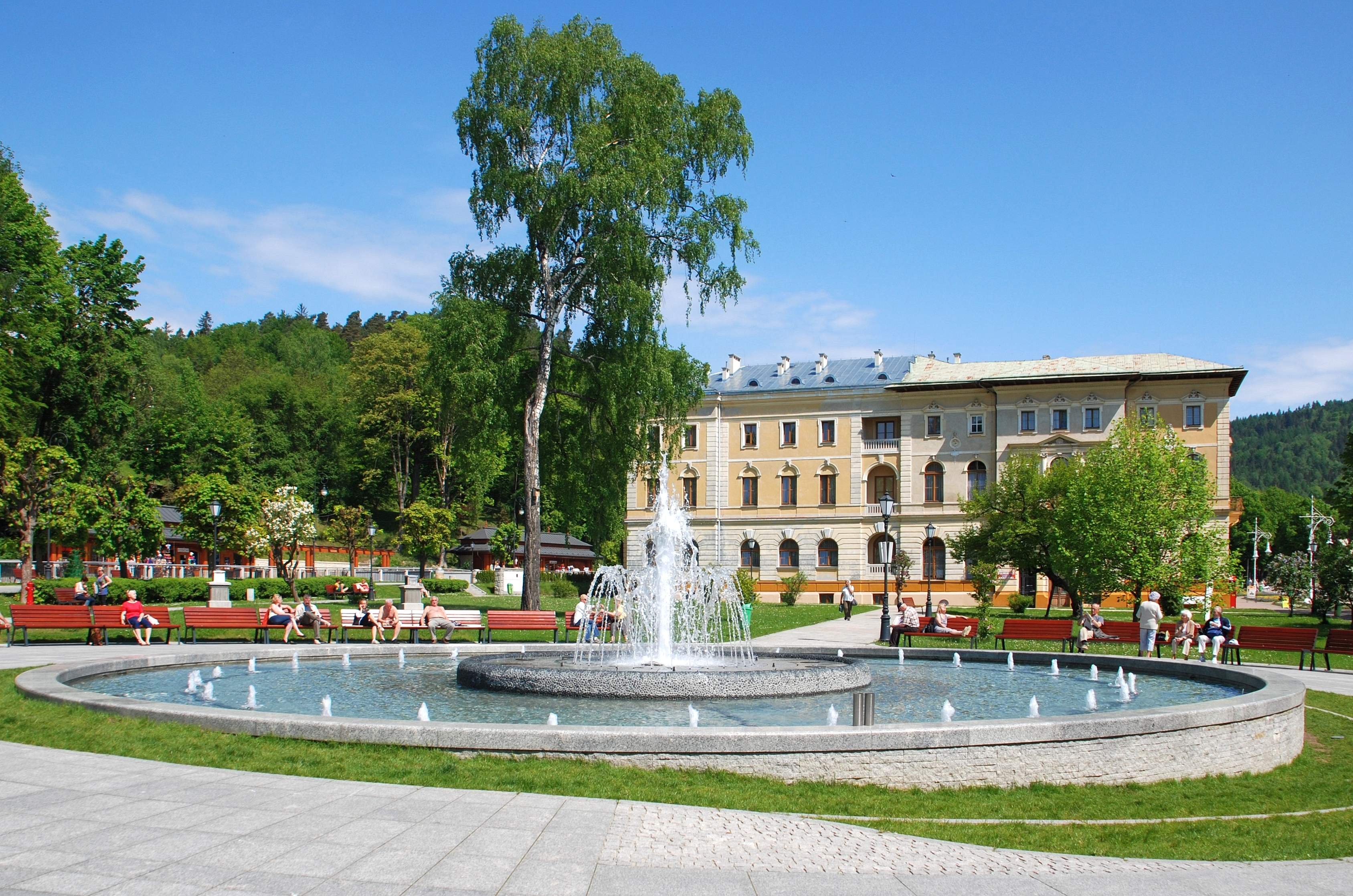
Kurpark

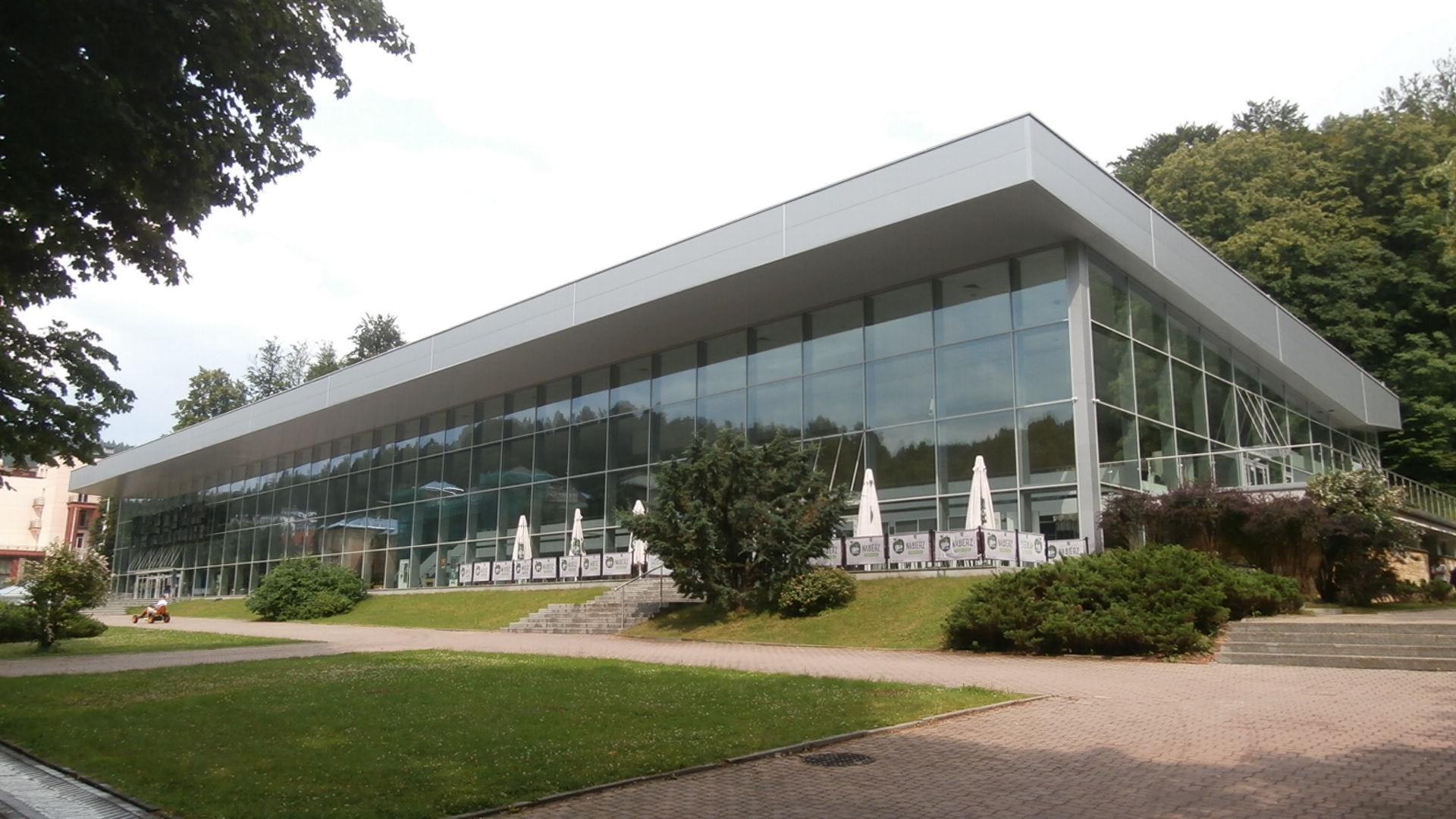
Größte Trinkhalle

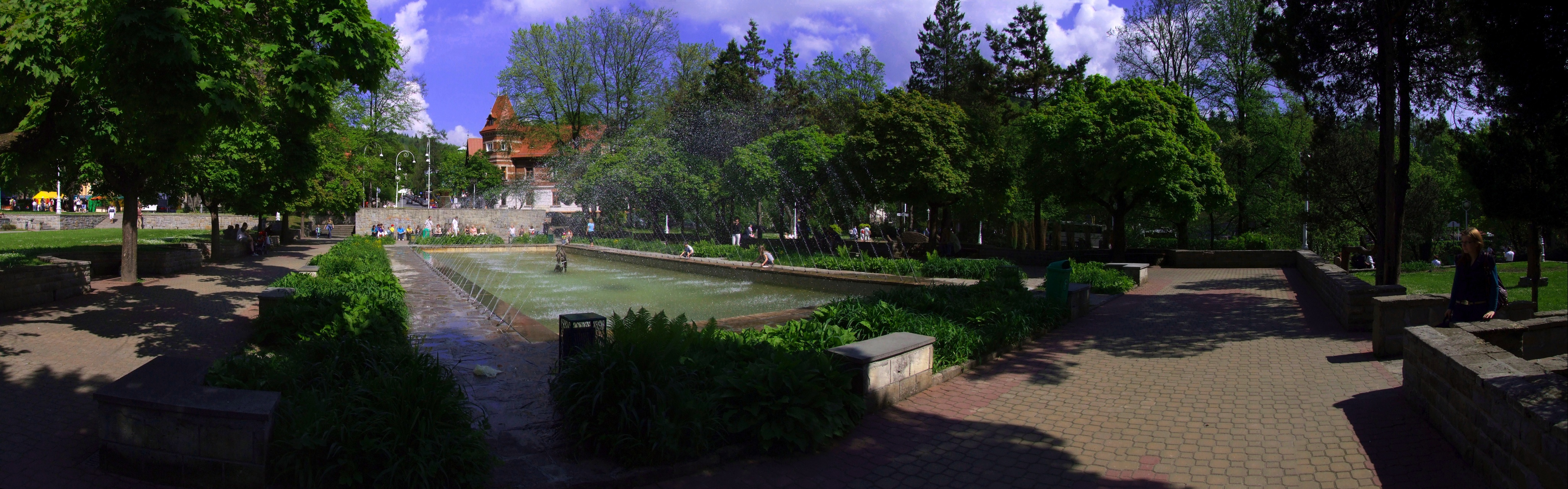
Kurpark

Krynica-Zdrój (bis 2002: Krynica, deutsch Bad Krynica) ist ein bedeutender Kurort in der Woiwodschaft Kleinpolen in Polen. Krynica-Zdrój liegt in den Beskiden an der Kryniczanka und ist Sitz der gleichnamigen Stadt-und-Land-Gemeinde.

## Geschichte
Das Dorf wurde erstmals in einem Salzprivileg für Danko z Miastka im Jahr 1547 als Krzenicze erwähnt. Im 17. Jahrhundert wurden die Heilquellen entdeckt. Bis zur Ersten Teilung Polens gehörte Krynica den Bischöfen von Krakau.
Der eigentliche Ruhm begann nach der Übernahme durch Österreich, dessen Behörden die Badeanlagen stark ausbauten. Im 19. Jahrhundert wurde Krynica zu einem populären Badeort für Beamte und zu einem Erholungsort für die Bevölkerung Galiziens. Es entstanden zahlreiche Villen, Pensionen und ein Theater. 1889 erhielt Krynica die Stadtrechte. 1911 erhielt der Kurort durch die Lokalbahn Muszyna–Krynica einen Eisenbahnanschluss.
Nach dem Wiederentstehen des polnischen Staates 1918 behielt Krynica seine Bedeutung. Kamen 1919 noch 10.000 Menschen jährlich, so waren es 1938 bereits 40.000. In der Zwischenkriegszeit fanden auch internationale Sportveranstaltungen statt, darunter die Weltmeisterschaften im Eishockey im Jahre 1931.
1958 und 1962 fanden die Weltmeisterschaften im Rennrodeln in Krynica statt.

## Gemeinde
Zur Stadt-und-Land-Gemeinde (gmina miejsko-wiejska) gehören neben der Stadt Krynica-Zdrój weitere Dörfer mit acht Schulzenämtern:

## Wappen
Beschreibung: In Blau ein silberner Krug mit dem Henkel nach links zeigend unter drei goldene Kronen.

## Sehenswürdigkeiten
- Im Ort gibt es verschiedene römisch-katholische und orthodoxe Kirchen
- Ältestes Gebäude ist die 1815 erbaute Trinkhalle Słotwinka
- Koncertowa (1870) ungefähr „Slotwinka“
- In der Willa Romanówka befindet sich ein Museum, das an den berühmtesten Sohn der Stadt, den Maler Nikifor erinnert
- In den 1930er-Jahren ließ der Sänger und Schauspieler Jan Kiepura für eine gewaltige Summe die Willa Patria erbauen, in der dann auch einige Filme gedreht wurden.

## Kurort
An der Wende vom 18. zum 19. Jahrhundert entwickelte sich Krynica zum Kurort. Ausgebaut wurden die Anlagen in den 1850er Jahren durch den „Vater der polnischen Balneologie“, den Krakauer Arzt und Bürgermeister Józef Dietl. Heute ist der Ort besonders bei Störungen des Verdauungs- und Harntraktes, Herz-Kreislauf-Erkrankungen und Stoffwechselerkrankungen beliebt. Er gilt als „Perle der polnischen Bäder“. Insgesamt gibt es sieben Quellen (zdrój Główny, zdrój Jan, zdrój Józef, zdrój Karol, zdrój Mieczysław, zdrój Słotwinka, zdrój Tadeusz). Das mineralische Heilwasser aus Krynica trägt nach dem polnischen Geologen Rudolf Zuber den Namen Zuber.

## Freizeit, Touristik und Sport
Als Touristenzentrum ist Krynica Ausgangspunkt für viele Wanderrouten in die umliegenden Berge des Landschaftsschutzparks Popper (Popradzki Park Krajobrazowy). Im Ort betrieben werden neben dem klassischen Wintersport auch Curling, Schach und Bergsteigen. Auf den nahe gelegenen Góra Parkowa (742 m) führt eine Seilbahn, auf die Jaworzyna Krynicka (1114 m) eine Gondelbahn. Die beiden Skisprungschanzen verfielen in der Nachkriegszeit.
Im Miejski Ośrodek Sportu i Rekreacji w Krynicy-Zdroju (Städtisches Sport- und Erholungszentrum Krynica-Zdrój) werden die Heimspiele von KTH Krynica ausgetragen, einem Eishockeyclub der Ekstraliga, der höchsten polnischen Profiliga.

## Kultur
Seit 1990 findet in Krynica im September ein Treffen ostmitteleuropäischer Politiker und Unternehmer unter dem Namen Forum Ekonomiczne statt. Außerdem gibt es in der zweiten Augustwoche seit 1967 das nach dem langjährigen Einwohner Jan Kiepura benannte Arien- und Liederfestival. Krynica-Zdrój war und ist trotz der Vertreibung der meisten Angehörigen dieser Minderheit nach dem Zweiten Weltkrieg, ein Zentrum der mit der ukrainischen Kultur verbundenen Gruppe der Lemken.

## Besonderheiten
Die Bezeichnung des Ortes wechselte im Laufe der Jahrhunderte oftmals. Die aktuelle Variante mit dem Bindestrich ist seit 2002 rechtsverbindlich.

## Persönlichkeiten
- Zu häufigen Besuchern des Kurortes zählten u. a. Jan Matejko, Arthur Grottger, Henryk Sienkiewicz, Józef Ignacy Kraszewski, Ludwik Solski, Helena Modrzejewska, Władysław Stanisław Reymont, Julian Tuwim, Konstanty Ildefons Gałczyński, Jan Kiepura sowie nach 1945 Władysław Gomułka.
- Krynica-Zdrój ist der Geburts- und Sterbeort des naiven Malers Nikifor. Weiterhin wurden der polnische Politiker und Bergretter Piotr van der Coghen, die polnische Schauspielerin und Sängerin Joanna Kulig, die Tennisspielerin Katarzyna Kawa und der ukrainische Metropolit der griechisch-katholischen Kirche Josyf Sembratowicz hier geboren.
- Henryk Szost (* 1982), Langstreckenläufer
- Agnieszka Skalniak-Sójka (* 1997), Radrennfahrerin

## Partnerstädte
- Bad Sooden-Allendorf (Deutschland)
- Amersham (Großbritannien)
- Montana (Bulgarien)
- Bardejov (Slowakei)